# رجل العنزة الهنرية
رجل العنزة الهنرية (الاسم العلمي:Aegopodium henryi) هو نوع من النباتات يتبع جنس رجل العنزة من الفصيلة الخيمية.